# 保甲法
保甲法（ほこうほう）は、中国・宋代の王安石の新法のひとつで、さらにこれに端を発する宋、明、清の諸王朝で施行された郷村組織としての隣保・民兵制度を指しても用いられる。
ここでは主に前者について解説する。

## 王安石の新法
王安石の改革における兵農一致政策で、弱体化した軍隊と郷村制の再編をめざした。
郷村において、10家(のち5家)を1保、5保を1大保、10大保を1都保に組織し、それぞれに保長、大保長、都保正を設置し、組織ごとに自警団を作らせ、徴税を請け負わせた。
保の構成員の家による相互監視により犯罪などを抑止し、犯罪が起きた場合には共同責任とする。また、農閑期には保において簡単な軍事訓練を行わせ、民兵を治安維持のための組織とした。